# Kurt Goldstein
Kurt Goldstein (Katowice, 6 de novembro de 1878 - 19 de setembro de 1965) foi um neurologista e psiquiatra alemão e judeu. Pioneiro em neuropsicologia moderna e co-editor do Journal of Humanistic Psychology. Ele criou uma teoria holística do organismo, com base na teoria da Gestalt que influenciou profundamente o desenvolvimento da Gestalt-terapia. Seu livro mais importante é "O Organismo" (1934), em alemão: Der Aufbau des Organismus.

## Biografia
Kurt Goldstein nasceu em uma grande família judaica. Após a sua formação inicial ele estudou Filosofia na Universidade de Heidelberg, antes de ir para a Universidade de Breslau, onde estudou Medicina. Em Breslau, Goldstein serviu como um assistente de laboratório de Ludwig Edinger e estudou com Carl Wernicke. Goldstein publicou uma pequena enfermaria de neurologia, e depois da morte de Edinger, assumiu o papel de professor de neurologia. 
Após a Primeira Guerra Mundial, Goldstein aproveitou o grande número de lesões cerebrais traumáticas na clínica e estabeleceu o Instituto de investigação sobre as consequências de lesões cerebrais e com isso desenvolveu a teoria das relações cérebro-mente.
Em 1930, Goldstein aceitou uma posição na Universidade de Berlim. Em 1933, o Partido Nazista subiu ao poder e Goldstein foi preso e encarcerado em um porão. Depois de uma semana ele foi libertado sob a condição de deixar o país imediatamente e nunca voltar. Em 1934, vivendo em Amesterdão, e apoiado pela Fundação Rockefeller, e escreveu sua obra principal: O Organismo. Goldstein emigrou para os EUA em 1935 e tornou-se um cidadão americano em 1940. Sua esposa Eva Rothmann era a filha do neuroanatomista Max Rothmann.

## Obras
- Goldstein, Kurt (1939/1995). The Organism: A Holistic Approach to Biology Derived from Pathological Data in Man. Zone Books. ISBN 0-94-229997-3.
- Goldstein, Kurt. (1940). Human Nature in the Light of Psychopathology. Cambridge: Harvard University Press.
- Goldstein, Kurt; Scheerer, Martin.(1941): Abstract and Concrete Behavior: An Experimental Study With Special Tests. In: Psychological Monographs, ed. by John F. Dashell, Vol. 53/1941, No. 2 (whole No. 239), S. 1-151.
- Goldstein, Kurt.(1942) After effects of brain injuries in war. New York: Grune & Stratton.
- Goldstein, Kurt., Hanfmann, E., Rickers-Ovsiankina (1944). Case Lanuti: Extreme Concretization of Behavior Due to Damage of the Brain Cortex. In: Psychological Monographs, ed. by John F. Dashell, Vol. 57/1944, No. 4 (whole No. 264), S. 1-72.
- Goldstein, Kurt., Scheerer, M., Rothmann, E. (1945). A Case of “Idiot Savant”: An Experimental Study of Personality Organization. In: Psychological Monographs, ed. by John F. Dashell, Vol. 58/1945, No. 4 (whole No. 269), S. 1-63.
- Goldstein, Kurt. (1948). Language and Language Disturbances: Aphasic symptom complexes and their significance for medicine and theory of language. New York: Grune & Stratton.
- SILVA, C. A. F. "A estrutura do sentido: Goldstein e Merleau-Ponty", In: Trans/Form/Ação (UNESP. Marília. Impresso), v. 35, p. 133-156, 2012. Acesso: https://www.scielo.br/scielo.php?script=sci_arttext&pid=S0101-31732012000300008&lng=pt&tlng=pt
- SILVA, C. A. F. (Org.). Kurt Goldstein: psiquiatria e fenomenologia. Cascavel, PR: Edunioeste, 2015 [Série Estudos Filosóficos]